# Tylecodon paniculatus
Tylecodon paniculatus är en fetbladsväxtart. Tylecodon paniculatus ingår i släktet Tylecodon och familjen fetbladsväxter.

## Underarter
Arten delas in i följande underarter:
- T. p. glaucus
- T. p. paniculatus

## Bildgalleri

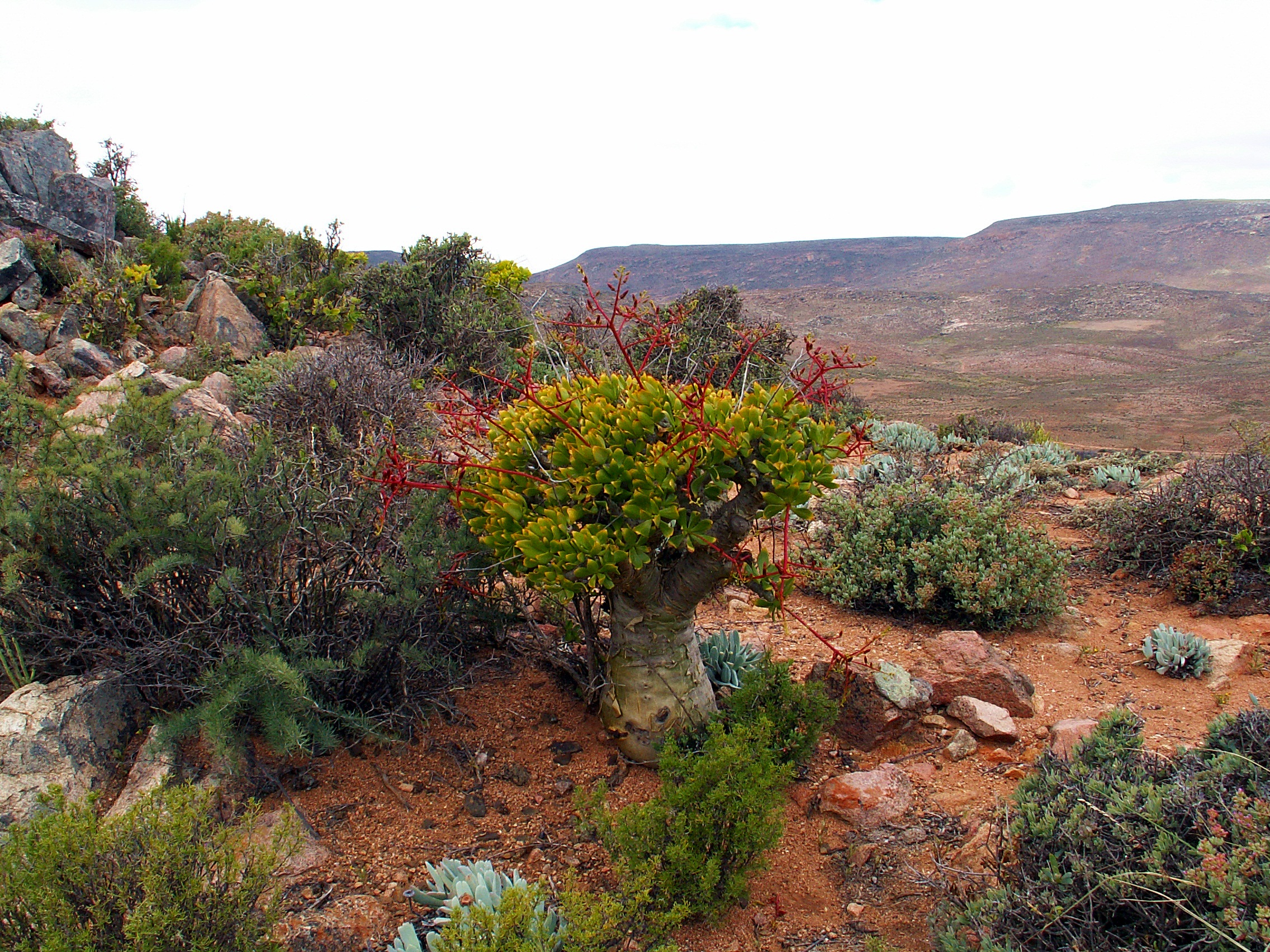